# 珀斯光荣足球俱乐部
珀斯光榮足球會（英語：Perth Glory FC）是一支位於澳洲西澳大利亞州珀斯的職業足球俱樂部，現參與澳洲頂級男子足球聯賽澳大利亞職業足球聯賽。俱樂部成立於1995年，是少數從已解散的澳洲國家足球聯賽（NSL）延續至今的澳職聯球隊之一，並於1996年10月參加首場國家聯賽賽事（1996-97賽季）。在國家聯賽末期，珀斯光榮在教練貝恩德·斯坦格（Bernd Stange）與米奇·達夫雷（Mich d'Avray）帶領下，五年內三度奪得聯賽常規賽冠軍，並四次晉級總決賽、兩度贏得總冠軍，成為澳洲足壇的重要勢力。
俱樂部主場為位於珀斯市中心洛德街的伯斯矩形體育場，現因贊助冠名稱為「HBF公園」。這座可容納20,500名觀眾的體育場自俱樂部創立以來即作為其主場。主要球迷組織「榮耀看台支持者俱樂部」（Glory Shed Supporters Club）得名於主場內著名的站立看台區「The Shed」。俱樂部與威靈頓鳳凰、黃金海岸聯及墨爾本騎士等隊存在競爭關係。隊史紀錄方面，前鋒博比·德斯波托夫斯基（Bobby Despotovski）以各項賽事累計129球成為俱樂部進球王，後衛傑米·哈恩威爾（Jamie Harnwell）則以256次出賽保持最多出場紀錄。
俱乐部同时拥有珀斯光荣女子足球队，参加澳洲女子足球聯賽。

## 历史
珀斯在1977年首屆National Soccer League（NSL）之前便首次對參加該聯賽表示興趣，但由於一系列後勤和財務問題，聯賽不願意納入西澳大利亞隊。雖然該州的代表隊在國內和國際杯賽中表現良好，但西澳大利亞在國家俱樂部聯賽中一直沒有代表。直到1994年，當時一群商人由喬·克勞迪奧（Joe Claudio）領導，成立了珀斯袋鼠國際足球俱樂部（Perth Kangaroos IFC）。
該俱樂部參加1994年新加坡足球联赛，與達爾文小熊隊（Darwin Cubs）同場競技；當時有建立亞太超級聯賽的構想。袋鼠隊在聯賽賽季中保持不敗，輕鬆贏得新加坡聯賽冠軍。然而由於支持和資源的減少，珀斯袋鼠國際足球俱樂部很快解散。
1995年，由尼克·塔納（Nick Tana）主導的財團再次向國家足球聯賽（NSL）提交參賽申請。珀斯光榮隨後取得1996–97賽季參賽資格，並於1995年12月1日正式成立。這支球隊從初期默默無聞的狀態，迅速發展超乎預期，並在澳式足球主導媒體版面的西澳大利亞州，成功將足球重新帶入主流體育視野。前澳洲國腳、阿德萊德城與珀斯袋鼠足球俱樂部教練加里·馬羅基（Gary Marocchi）獲聘為首任主帥，其積極進攻的戰術風格廣受球迷好評。球隊在1996–97與1997–98賽季分別以第7名與第8名作收，皆以些微差距與季後賽失之交臂。
在首個賽季中，球隊引進曾奪得NSL冠軍的清道夫溫科·布柳巴希奇（Vinko Buljubašić）、珀斯本土前鋒博比·德斯波托夫斯基（Bobby Despotovski）與新星瓦斯·卡洛格拉克（Vas Kalogeracos），這些球員迅速成為球迷寵兒。紐西蘭國腳加文·威爾金森（Gavin Wilkinson）亦加盟球隊，而本土中場加雷思·納文（Gareth Naven）則獲任命為隊長。珀斯光榮在NSL首戰以1比4不敵雪梨奧林匹克，蘇格蘭老將艾倫·麥肯齊（Alan MacKenzie）攻入隊史首球，道格·伊西爾（Doug Ithier）則獲頒首場賽事最佳球員。球隊後續憑藉擊敗衛冕冠軍墨爾本騎士等精彩表現，吸引大量觀眾入場。光榮在賽季末輪僅需一分即可晉級，卻遭騎士隊擊敗而無緣季後賽。此役中場保羅·斯特魯德威克（Paul Strudwick）爭議性遭驅逐出場，觀眾席亦爆發衝突事件。
在1997–98賽季，儘管簽下厄尼·塔派（Ernie Tapai）、丹尼·海（Danny Hay）與奈及利亞國腳薩姆森·西亞西亞（Samson Siasia）、彼得·阿諾西克（Peter Anosike）等知名球員，球隊仍以連續兩年未晉級季後賽的成績結束賽季，整體表現令人失望。
贝恩德·施坦格（Bernd Stange）接替被解职的加里·马罗基后，这位前东德国家队教头迅速成为媒体焦点。前英格兰U21国脚米奇·达夫雷（Mich d'Avray）被任命为助教，其执教时期显著巩固了球队的球迷基础。
施坦格执教首季即率队历史性闯入季後賽，但在预选决赛中不敌雪梨聯。新援約翰·馬爾科夫斯基（John Markovski）与康·布西安尼斯（Con Boutsianis）迅速融入体系，本土球员傑米·哈恩韋爾（Jamie Harnwell）接替受伤的布柳巴希奇成长为后防核心。尽管夏季状态低迷导致错失联赛前二，但季後賽主场对阵阿德萊德城与马可尼骏马时仍吸引大量观众涌入西澳板球場。
随着伊万·埃尔吉奇（Ivan Ergić）、贾森·佩特科维奇（Jason Petković）与凯西·韦尔曼（Kasey Wehrman）等新秀加盟，球队首夺常规赛冠军并直通季後賽四强。四强首回合客战伍伦贡狼队0-1失利后，次回合移师蘇比亞克橢圓球場并凭2-0逆转总比分晋级，42,764名观众创下澳大利亚俱乐部赛事观赛纪录。此盛况促使西澳政府宣布将在珀斯市中心为光榮兴建专用球场。
1999–2000赛季总決賽成为NSL史上最惊心动魄战役之一。光榮上半场3-0领先狼队，施坦格提前换下斯科特·米勒（Scott Miller）、德斯波托夫斯基与埃尔吉奇等主力，却遭对手连追三球拖入点球大战。年轻后卫詹姆斯·阿夫科斯（James Afkos）射失关键点球，狼队凭藉斯科特·奇珀菲尔德（Scott Chipperfield）等球员的顽强表现逆转夺冠。此次失利虽令球队受挫，却为后续崛起注入动力。
该赛季光榮状态起伏，施坦格战术引发更衣室矛盾，最终以联赛第三收官。季後賽首回合客战墨爾本騎士0-0战平，但赛后因德斯波托夫斯基向以克罗地亚裔为主的骑士球迷做出塞尔维亚手势，引发球迷围堵球队大巴的冲突事件。次回合虽2-2战平，仍因客场进球劣势出局。尽管引进达米安·莫里（Damian Mori）与布拉德·马洛尼（Brad Maloney）等强援，球队未达预期，施坦格最终遭解雇。
2002年到2003年Mich D'avray 担任教练. 他改变了珀斯队并拿到冠军。他们赢了两个联赛杯. 2003年, 澳洲联邦制政府调查了澳洲足球协会管理的失事. 政府替换全管理. 新球协会的主任Frank Lowy 改变一应球事. 他给澳球协会新的时代与名字: 澳洲足球联邦 (Football Federation Australia, 略字: FFA). 2005年现代甲級联赛(Hyundai A-League)取代了全国足球联赛. 新联赛有仅仅3家老俱乐部: 珀斯光荣队, 新城堡联队 (纽卡斯尔喷气机) 与 阿德莱德联队 (阿德莱德联).
入甲级足球联赛以后 (2005-06年),珀斯队教练是 Steve McMahon Sr. 他是古代利物浦队的英雄. 但是他低估了澳洲足球队的能力. 他招募英格兰老师傅 Brian Deane, 北爱尔兰年轻球员 Neil Teggart 与他儿子 Steve McMahon Jr. 这位外国球员比本地员不太好. 因为招募错了与 Nick Tana 主席不要花钱珀斯队不可以合格了淘汰赛. 虽然大众对他们的表现太失望了2005-06年有一些好事. 澳球联邦对新年轻球员 Nick Ward 授予了最好20岁前的球员的奖品. 而且 Bobby Despotovski 有本年的最高入球數量.
2006-07年西澳球迷有成功的希望. Tana主席快要卖这个俱乐部. 最初两个财团有意思. 新加坡财团 <<世界运动团 (World Sports Group)>> 撤退了. 第2个财团有阿根廷英雄的球员 Gabriel Batistuta 与 些个珀斯商人. 可是因为不够资本澳球联邦拒绝了本地团买俱乐部. 现在俱乐部的管理是澳球联邦. 他们取得了俱乐部以后澳洲世界杯队的足球技术性教练 Ron Smith 当珀斯队教练了. 澳洲国家队球员 Stan Lazaridis 也加入了。

## 球員名單
| 编号  | 国籍     | 球员名字                          | 出生日期       |       |       |       |       |
| 门 将 | 门 将    | 门 将                             | 门 将          | 门 将 | 门 将 | 门 将 | 门 将 |
| ----- | -------- | --------------------------------- | -------------- | ----- | ----- | ----- | ----- |
| 1     | 新西兰   | 奥利弗·赛欧                       | 1996年1月13日  |       |       |       |       |
| 13    | 澳大利亚 | 卡梅隆·库克                       | 2001年8月16日  |       |       |       |       |
| 后 卫 |          |                                   |                |       |       |       |       |
| 2     | 澳大利亚 | 约翰·库特罗姆比斯                 | 1998年3月6日   |       |       |       |       |
| 3     | 澳大利亚 | 雅各布·缪尔                       | 2002年5月3日   |       |       |       |       |
| 4     | 澳大利亚 | 卢克·博德纳尔                     | 2000年5月19日  |       |       |       |       |
| 5     | 英格兰   | 馬克·貝維斯（Mark Beevers）       | 1989年11月22日 |       |       |       |       |
| 14    | 澳大利亚 | 莱利沃兰德                        | 2002年7月4日   |       |       |       |       |
| 15    | 澳大利亚 | 亚历山大·舒什尼亚尔               | 1995年8月19日  |       |       |       |       |
| 16    | 澳大利亚 | 约瑟夫·福德                       | 2003年12月28日 |       |       |       |       |
| 28    | 澳大利亚 | 卡埃兰·马杰科敦米                 | 2004年2月21日  |       |       |       |       |
| 29    | 库拉索   | 达里尔·拉赫曼                     | 1989年11月11日 |       |       |       |       |
| 中 场 |          |                                   |                |       |       |       |       |
| 6     | 爱尔兰   | 亚伦·麦克尼夫                     | 1995年7月9日   |       |       |       |       |
| 8     | 澳大利亚 | 穆斯塔法·阿米尼                   | 1993年4月20日  |       |       |       |       |
| 10    | 突尼西亞 | 薩利米·赫利菲（Salim Khelifi）    | 1994年1月26日  |       |       |       |       |
| 19    | 澳大利亚 | 特伦特·奥斯特勒                   | 2002年4月3日   |       |       |       |       |
| 20    | 澳大利亚 | 焦尔达诺·科利                     | 2000年3月12日  |       |       |       |       |
| 21    | 賽普勒斯 | 安东尼斯·马帝斯                   | 2000年9月8日   |       |       |       |       |
| 24    | 澳大利亚 | 奧利弗·博扎尼奇（Oliver Bozanic） | 1989年1月8日   |       |       |       |       |
| 25    | 澳大利亚 | 杰兰·皮尔曼                       | 2006年4月17日  |       |       |       |       |
| 前 锋 |          |                                   |                |       |       |       |       |
| 7     | 北馬其頓 | 斯特凡·科拉科夫斯基               | 2000年4月20日  |       |       |       |       |
| 9     | 澳大利亚 | 大卫·威廉姆斯                     | 1988年2月26日  |       |       |       |       |
| 11    | 澳大利亚 | 亚当·兹马里诺                     | 2001年3月15日  |       |       |       |       |
| 12    | 澳大利亚 | 卢克·伊万诺维奇                   | 2000年6月6日   |       |       |       |       |
| 17    | 澳大利亚 | 贾罗德·卡魯齊奧                   | 2001年2月8日   |       |       |       |       |
| 22    | 澳大利亚 | 亞當·塔加特（Adam Taggart）       | 1993年6月2日   |       |       |       |       |
| 23    | 澳大利亚 | 丹尼尔·本尼                       | 2006年4月13日  |       |       |       |       |
| 77    | 澳大利亚 | 布鲁斯·卡马乌                     | 1995年3月28日  |       |       |       |       |

## 比赛记表
| 届      | 场 | 胜 | 平 | 负 | 入球 | 失球 | 分組賽 位 | 班 | 平均观众 | 淘汰赛 位 |
| ------- | -- | -- | -- | -- | ---- | ---- | --------- | -- | -------- | --------- |
| 1996/97 | 26 | 11 | 5  | 10 | 48   | 41   | 7         | 14 | 11,909   | 7         |
| 1997/98 | 26 | 10 | 6  | 10 | 35   | 40   | 8         | 14 | 14,972   | 8         |
| 1998/99 | 28 | 16 | 5  | 7  | 62   | 37   | 3         | 15 | 14,725   | 3         |
| 1999/00 | 34 | 19 | 7  | 8  | 60   | 42   | 1         | 16 | 12,001   | 2         |
| 2000/01 | 28 | 16 | 7  | 5  | 67   | 33   | 3         | 15 | 13,094   | 5         |
| 2001/02 | 24 | 16 | 7  | 1  | 52   | 23   | 1         | 13 | 12,832   | 2         |
| 2002/03 | 24 | 16 | 2  | 6  | 48   | 22   | 2         | 13 | 10,277   | 冠军      |
| 2003/04 | 24 | 18 | 3  | 3  | 56   | 22   | 1         | 13 | 9,470    | 冠军      |
| 2005/06 | 21 | 8  | 5  | 8  | 34   | 29   | 5         | 8  | 9,734    | 5         |
| 2006/07 | 21 | 5  | 5  | 11 | 24   | 30   | 7         | 8  | 7,671    | 7         |

## 奖表
- 大洲比赛
  - 无
- 本地联赛
  - 冠军 (淘汰赛): 2003年, 2004年.
  - 亞軍 (淘汰赛): 2000年, 2002年.
  - 优胜队 (分組賽): 2000年, 2002年, 2004年.
- 本地杯赛
  - 亞軍: 2005年

## 著名球員
| 澳洲 - 馬高夫斯基 - 丹尼米路斯域 - 薩比卡 - 保辛安斯 - 艾迪安卡沙利斯 - 哥路施莫 - 安東尼丹斯 - 迪斯普杜夫斯基 - 艾利斯亞愛華士 - 希頓霍斯 - 法蘭堅 - 賀斯尼 - 拿沙迪斯 - 米利斯域 - 史葛米拿 - 摩利 - 美迪查 - 沙烏尼梅菲 - 拿雲 - 柏高域 - 歷奇列素 - 魯卡迪斯耶 - 歷奇華特 - 迪诺·久比奇 阿根廷 - 特連尼達 巴西 - 艾馬拉爾 - 艾加祖利亞 - 舒華斯 智利 - 迪安維利 克羅地亞 - 達拉積斯域 |  | 科特迪瓦 - 達迪 英格蘭 - 麥馬漢 - 史杜亞楊格 德國 - 甘普雷查 意大利 - 施亞卡迪 日本 - 谷口良輔 摩洛哥 - 穆候迪 紐西蘭 - 韋堅遜 - 伯圖斯 - 丹尼夏爾 - 基士堤 尼日利亞 - 施亞施亞 - 安路斯基 蘇格蘭 - 馬斯安東尼 - 馬斯簡斯 - 史杜亞麥拿倫 塞爾維亞 - 艾積 - 祖雲歷 所羅門群島 - 法亞奧度 |  |  |

## 外部連結
- Perth Glory （页面存档备份，存于） - 俱乐部网页
- Hyundai A-League （页面存档备份，存于） - 现代甲級联赛网页
- Glory Shed Supporters Club （页面存档备份，存于） - 球迷班网页
- Glory Boys - 球迷班网页